# Paralonchurus brasiliensis
Paralonchurus brasiliensis es una especie de pez de la familia Sciaenidae en el orden de los Perciformes.

## Morfología
• Los machos pueden llegar alcanzar los 30 cm de longitud total.

## Alimentación
Come principalmente gusanos.

## Depredadores
Es depredado por Squatina guggenheim y, en Brasil, por Cynoscion guatucupa y Pomatomus saltatrix .

## Hábitat
Es un pez de clima tropical y demersal que vive hasta los 50 m de profundidad.

## Distribución geográfica
Se encuentra en el Océano Atlántico occidental: desde Panamá hasta el sur del Brasil.

## Uso comercial
Se comercializa sobre todo fresco y salado.

## Observaciones
Es inofensivo para los humanos.